# Dazaga jezik
Dazaga jezik (dasa, daza, dazza, toubou, tubu; ISO 639-3: dzg), jezik naroda Daza kojim govori preko 380.000 ljudi, od čega 331.000 u Čadu (2006), gdje nije služben i 50.000 u Nigeru blizu čadske granice (2007 SIL), gdje je imao (?) status službenog jezika, sada nacionalni. Dazaga pripada zapadnosaharskoj podskupini tebu, nilsko-saharska porodica, a srodan mu je tedaga [tuq], kojim govori srodno pleme Teda.
Dazaga se ne smije brkati s jezikom daza [dzd] iz Nigerije, koji pripada čadskoj skupini jezika. Dazaga iz Čada poznati su i kao Gorane.

## Vanjske poveznice
- Ethnologue (14th)